# Fred Karlsson
Fred Göran Karlsson, född 17 februari 1946 i Åbo, är en finländsk språkvetare. Han är son till Göran Karlsson.
Karlsson studerade finska, svenska, fonetik och allmän språkvetenskap vid Åbo Akademi, Åbo universitet och universitetet i Chicago (MA 1972). Filosofie doktor blev han 1975 på avhandlingen Centrala problem i finskans böjningsmorfologi, morfofonematik och fonologi. Sedan 1980 är han professor i allmän språkvetenskap vid Helsingfors universitet, efter att före det bland annat ha varit biträdande professor i samma ämne vid Åbo universitet 1978–1980.
Som forskare har Karlsson främst ägnat sig åt morfologisk teori, finsk grammatik och datalingvistik med den klassiska strukturalismen och generativa grammatiken som teoretiska inspirationskällor. Ett senare intresseområde är lärdomshistorien. Han har vidare skrivit ett flertal läroböcker i ämnena finska språket och allmän lingvistik, bland annat Finsk grammatik (1978) som har översatts till finska, engelska, tyska, spanska, kinesiska och vietnamesiska.
Bland de många uppdrag som anförtrotts Karlsson kan nämnas uppdragen som inspektor för Åbo Nation vid Helsingfors universitet (2001–), vice ordförande i Svenska litteratursällskapet (1999–2013) och dess ordförande (2013–2017), ordförande för språknämnden för romani (2000–2006) och ordförande i delegationen för Forskningscentralen för de inhemska språken (2004–). Han är sedan 1977 arbetande medlem i Finska litteratursällskapet, sedan 1984 medlem av Finska Vetenskaps-Societeten, sedan 1988 av Academia Europaea. Professorsförbundet utsåg honom 1998 till Årets professor.